# La Leyenda Negra
|  | Per a altres significats, vegeu «Llegenda negra». |

La Leyenda Negra (de títol complet "La leyenda negra y la verdad histórica: contribución al estudio del concepto de España en Europa, de las causas de este concepto y de la tolerancia religiosa y política en los países civilizados") és un llibre de Julián Juderías y Loyot, publicat a Madrid en 1914, a La Ilustración Española y Americana, en 5 lliuraments repartits en nombres de gener i febrer.
Va ser ampliat i reeditat en el mateix any, i en 1917 es va publicar una segona edició a la qual se li va afegir el capítol de "La obra de España".
A "La Legenda Negra" s'empra per primera vegada el concepte de la llegenda negra per referir-se al conjunt de propaganda anti-espanyola que es va estendre per Europa a partir del segle xvi.

## Desenvolupament del terme de la «llegenda negra»
Encara que se sol atribuir la paternitat del terme «llegenda negra» a Jueries, es coneixen almenys dos autors que ho van emprar en el sentit actual abans que Juderías: Emilia Pardo Bazán en una conferència en París en 1899 i Vicente Blasco Ibáñez en una conferència en Buenos Aires en 1909.
Julián Juderías, tanmateix, descriu i desenvolupa àmpliament el concepte de la «llegenda negra» en el llibre amb afirmacions com la següent:
| «                                                  | […] l'ambient creat pels relats fantàstics que sobre la nostra pàtria han vist la llum pública en tots els països, les descripcions grotesques que s'han fet sempre del caràcter dels espanyols com a individus i col·lectivitat, la negació o almenys la ignorància sistemàtica de quant és favorable i bell en les diverses manifestacions de la cultura i de l'art, les acusacions que en tot temps s'han llançat sobre Espanya fundant-s'hi en fets exagerats, mal interpretats o falsos íntegrament, i, finalment, l'afirmació continguda en llibres pel que sembla respectables i verídics i moltes vegades reproduïda, comentada i ampliada en la Premsa estrangera, que nostra Pàtria constitueix, des del punt de vista de la tolerància, de la cultura i del progrés polític, una excepció lamentable dins del grup de les nacions europees. | » |
| — Julián Juderías y Loyot, La leyenda negra (1914) | |   |

## Defensa de la cultura i obra d'Espanya

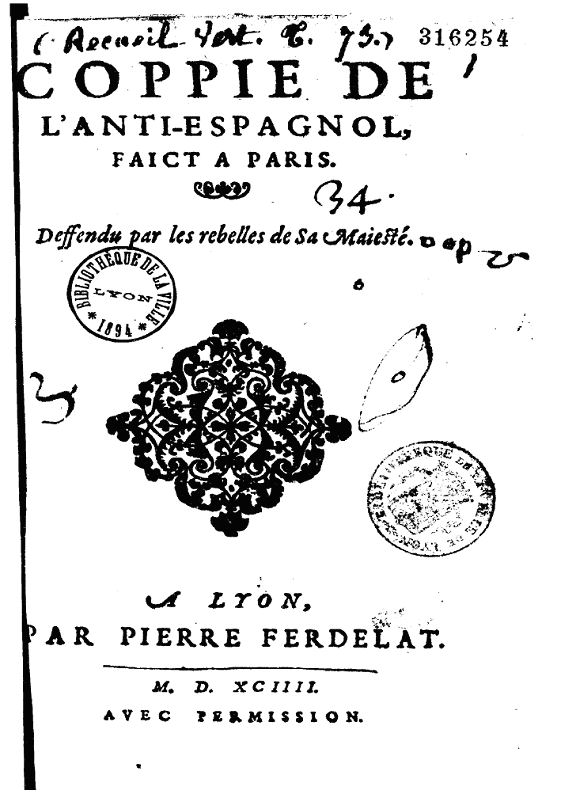
Coppie de L'Anti-Espagnol

Juderías fa una defensa apassionada de la cultura i l'obra d'Espanya tant a Europa com a Amèrica. L'autor desenvolupa en la seva obra la seva creença que Espanya està sent injustament atacada, mitjançant mentides propagandístiques, des de fa diversos segles, tant des de la resta d'Europa, com fins i tot des de la mateixa Espanya.

## Sobre la Inquisició
Encara que per a Juderías la Inquisició no representa res extraordinari dins d'aquella època, ni més ni menys cruel que altres institucions d'Alemanya, Anglaterra, França o Suïssa, sí que deixa clar en diverses ocasions durant el llibre, que en cap moment defensa la Inquisició, a la qual considera com un tribunal cruel i despietat, però que malgrat això no va realitzar els abusos de la que se l'acusa i que va ser "un instrument en mà dels Reis per mantenir en la Península una cohesió espiritual que va faltar per complet en els altres països, [la qual cosa] va impedir que Espanya fos teatre de guerres de religió que haguessin causat un nombre de víctimes infinitament superior al que atribueixi a la repressió inquisitorial més exagerada dels seus detractors."
L'autor tampoc creu que la Inquisició tingués un paper important en el desenvolupament intel·lectual espanyol, ja que coincideix amb el Segle d'Or de la cultura espanyola, ni que representés una barrera intel·lectual amb la resta d'Europa, ja que la traducció d'obres espanyoles es va realitzar fins i tot en països com Suècia o Rússia, esmentant a més a molts intel·lectuals espanyols que van estudiar o van ensenyar en universitats de la resta d'Europa.

## Sobre la colonització espanyola de les Amèriques
Jueries aporta recerca històrica desapassionada per desmentir diversos aspectes relatius a la llegenda negra de la colonització espanyola de les Amèriques. En el llibre reconeix el valor de l'evangelització i colonització d'Amèrica i l'esperit avançat de les lleis que van regir aquella empresa, que eren avantguardistes en el respecte als drets dels nadius.
Segons Jueries el conjunt d'opinions negatives abocades sobre Espanya en funció de la labor espanyola a Amèrica, per part dels seus enemics més aferrissats, especialment Anglaterra, tenien com a objectiu atacar els interessos i minvar la influència de la qual llavors era la major potència sobre la faç de la terra.

## Reedicions posteriors
Després de la primera publicació en 1914 en 5 lliuraments repartits en nombres de gener i febrer, per "La Ilustración Española y Americana", va reeditar i va ampliar els seus escrits en el mateix any ("una ampliació, i si es vol una ratificació", va drt la seva pròpia presentació),i tres anys més tard va publicar una segona edició en 1917, afegint-li un gran capítol: "La obra de España". Aquesta segona edició va ser patrocinada per Juan C. Cebrián, un enginyer madrileny instal·lat a Califòrnia, que es preocupava de millorar la imatge d'Espanya als Estats Units.
Des de llavors han estat nombroses les reedicions d'aquesta obra, sempre basades a partir de la segona edició.

## Influències posteriors
Tant "La Leyenda Negra" com altres obres de Julián Juderías van exercir una gran influència sobre autors de caràcter conservador com Ramiro de Maeztu o José María de Areilza.
Encara que des de diversos sectors s'ha considerat a Jueries com un reaccionari, la seva trajectòria demostra que en realitat va ser un destacat regeneracionista, vinculat a tres de les fites del regeneracionisme espanyol, l'Ateneo de Madrid, la revista La Lectura i el Instituto de Reformas Sociales.